# Jocko Conlan
John Bertrand Conlan, detto Jocko (Chicago, 6 dicembre 1899 – Scottsdale, 16 aprile 1989), è stato un giocatore di baseball e arbitro di baseball statunitense nella Major League Baseball (MLB). È stato introdotto nella National Baseball Hall of Fame per la sua carriera come arbitro nel 1974.

## Carriera
Conlan lavorò come umpire nella National League (NL) dal 1941 al 1965. In precedenza aveva avuto una breve carriera come esterno nei Chicago White Sox nel 1934 e 1935. Arbitrò cinque World Series (1945, 1950, 1954, 1957 e 1961) e sei All-Star Game (1943, 1947, 1950, 1953, 1958 e il primo del 1962). Conlan era noto per diverse caratteristiche uniche: invece della normale divisa da arbitro, indossò sempre un elegante farfallino per tutta la carriera. Si distinse anche per chiamare gli "out" con la sua mano sinistra invece che con la destra e fu l'ultimo umpire della NL a cui fu concesso di indossare una protezione esterna invece che una interna.